# Piaski (Baranów Sandomierski)
Piaski – część miasta Baranów Sandomierski w Polsce, położona w województwie podkarpackim, w powiecie tarnobrzeskim w gminie Baranów Sandomierski. 
W latach 1975–1998 Piaski administracyjnie należały do województwa tarnobrzeskiego. 
Miejscowa ludność wyznania katolickiego przynależy do Parafii Ścięcia św. Jana Chrzciciela w Baranowie Sandomierskim.
Główna ulica Piasków ma taką samą nazwę jak część miasta (ul. Piaski); jedną z ważniejszych ulic tej części miasta jest ulica Kilińskiego.